# Juan Jaime
Juan Miguel Jaime (Monteros, 1º gennaio 1993) è un calciatore argentino, centrocampista del Deportes Temuco.

## Caratteristiche tecniche
Gioca come mediano che può essere schierato anche al centro della difesa.

## Carriera
Cresciuto nelle giovanili del Lanús, fa il debutto in prima squadra il 16 marzo 2012 in occasione della sfida persa per 1-0 contro l'Argentinos Juniors.